# Cordillera Central (Australia)
La cordillera Central (código CER ) es una biorregión provisional australiana, con un área de 101.640,44 kilómetros cuadrados (39.244 millas cuadradas). Se extiende a través de tres estados: Australia Occidental, el Territorio del Norte y Australia Meridional, formando una gran parte de la ecorregión de matorrales xerófilo de la Cordillera Central de acuerdo a la nomenclatura del Fondo Mundial para la Naturaleza.